# 에볼라 짱

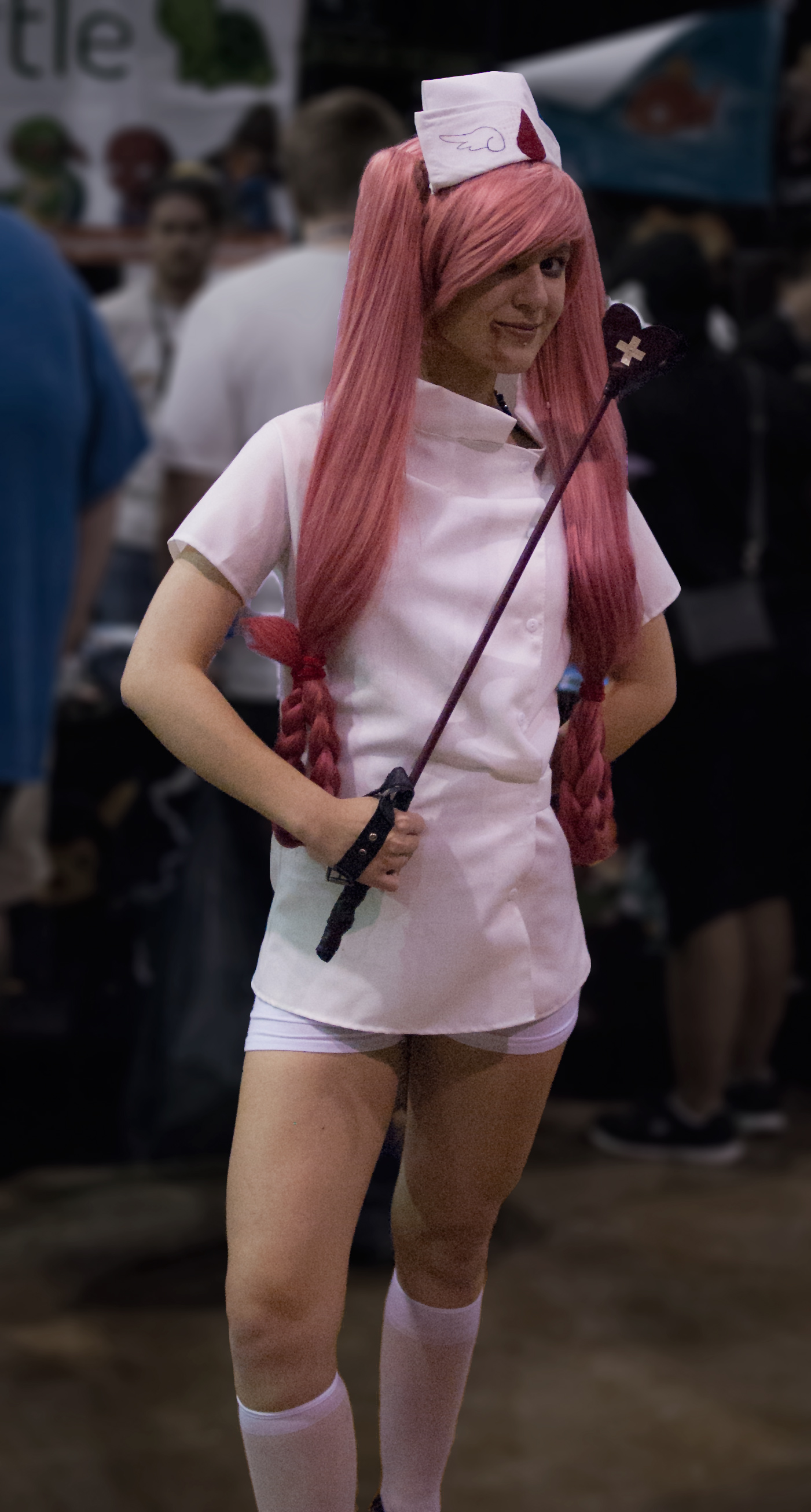
아니메 미드웨스트 2015에서의 에볼라 짱 코스프레

에볼라 짱(Ebola-chan)은 인터넷 밈으로, 모에화한 에볼라 출혈열 바이러스를 묘사하며 4chan에서 대중화되었다. 에볼라 짱의 첫 번째 이미지는 2014년 일본의 소셜 미디어 사이트인 픽시브에서 시작되었다. 며칠 후, 이 이미지는 4chan의 /pol/ (정치적으로 올바르지 않은) 스레드에 게시되었고, 사람들은 에볼라 짱을 찬양하는 메시지를 올리기 시작했다. 곧이어 4chan 사용자들은 이 밈을 나이지리아 최대 온라인 게시판인 나이랄랜드에 퍼뜨리기 시작했으며, 에볼라 짱 이미지와 함께 인종차별적 메시지와 관련 음모론을 덧붙였다. 여기에는 에볼라가 CIA가 만든 것이며 백인들이 에볼라 확산을 위한 의식을 수행하고 있다는 주장이 포함되었다. 이 밈의 확산은 인종차별적인 것으로 간주되었으며, 서아프리카 사람들과 의료 전문가들 사이의 불신 증가에 기여한 것으로 평가된다.

## 배경
2014년 서아프리카에서 에볼라 바이러스 유행이 발생했다. 첫 발병 사례는 2013년 12월 기니에서 기록되었다. 이후 이 발병은 인접 국가인 라이베리아와 시에라리온으로 확산되었고, 나이지리아와 말리에서도 추가 발병이 있었다. 이 유행은 전 세계적으로 광범위한 언론 보도를 받았으며, 바이러스와 그 전염에 대한 대중의 인식과 우려가 증가했다.

## 역사
"에볼라 짱" 밈의 첫 번째 이미지로 알려진 것은 원래 2014년 8월 4일 픽시브에 게시되었다. 2014년 8월 7일, 에볼라 짱은 4chan의 /pol/ 스레드에 게시되었다. 이 이미지에는 "I Love You Ebola-chan"이라는 문구로 답글을 달지 않으면 사용자를 죽음과 고통으로 위협하는 우스개소리 메시지가 함께 첨부되었다. 이 이미지는 레딧, 페이스북, 디비언트아트에 나타나기 시작했고, 사용자들은 인종차별적인 메시지와 함께 종종 "행운을 빌어 에볼라 짱!" 및 "피의 여신 만세! 에볼라 짱 만세!"와 같은 댓글을 달았다.
4chan 사용자들은 서아프리카 사람들이 백인이 에볼라를 만들었다고 설득함으로써 "아프리카에서 흑인과 백인 간의 긴장을 높이기" 위해 나이랄랜드에 이 밈을 업로드하기 시작했으며, 이는 부두교에 대한 아프리카의 믿음을 이용했다. 이 이미지에는 임시 제단과 죽음 숭배, 피의 희생, 악마 숭배에 대한 암시가 포함되었다. 초기 게시물은 대부분 '트롤링' 시도로 간주되었지만, 나이랄랜드의 많은 나이지리아 사용자들은 나중에 미국과 유럽 사용자들이 "질병을 퍼뜨리고 사람들을 죽이기 위해 마법 의식"을 수행하고 있다고 확신했고, 에볼라 짱을 역병 여신으로 여겼다. 다른 스레드에서는 에볼라가 CIA가 만든 것이며 미국이 의도적으로 퍼뜨리고 있다는 음모론을 조장했다. 이는 에볼라 의사들이 숭배의 일부이며 의도적으로 질병을 퍼뜨리고 있다고 주장하는 사용자로 확대되었다. 2014년 9월, 4chan 관리자들은 사이트에서 에볼라 짱 게시물을 삭제하기 시작했다.
2014년 10월 9일, 이스트롱메도우, 매사추세츠에서 개를 산책시키던 한 남자가 에볼라 짱 이미지가 담긴 제단을 발견했다. 이와 함께 새겨진 나무 마스크, 불 붙지 않은 양초, 크리스마스 장식, 이해할 수 없는 글과 기호가 적힌 종이, 나뭇가지와 가짜 피가 섞인 밥그릇이 있었다. 이 제단을 조사한 경찰은 최근 개기월식 또는 블러드 문과 관련이 있다고 믿었다.

## 설명
에볼라 짱은 에볼라 바이러스를 애니메이션화한 것이다. 이 캐릭터는 에볼라의 특징적인 모양으로 컬이 있는 길고 분홍색 머리를 가지고 있다. 에볼라 짱은 백인 스타일로 묘사되었다. 에볼라 짱은 종종 간호사 복장을 하고 피 묻은 해골을 들고 있는 것으로 묘사되었다. 일부 묘사에는 작은 보라색 악마 날개와 행복한 표정이 포함된다. 종종 이 캐릭터는 레즈비언 파트너와 함께 성적으로 묘사되기도 했다.

## 반응
에볼라 짱은 인종차별적이며 흑인과 백인 간의 긴장을 높이려는 조직적인 노력으로 비판받았다. 유행이 절정에 달했을 때, 구호 활동가들은 영향을 받은 지역사회에서 불신과 잘못된 정보에 직면했다고 보고했으며, 많은 서아프리카 사람들은 이 질병이 '마술사'의 소행이라고 믿었다. 인터내셔널 비즈니스 타임스와 워싱턴 포스트는 에볼라 짱을 악화 요인으로 묘사했다.
에볼라 짱은 논란의 여지가 있는 주제를 의인화하는 데 사용되었다는 점에서 의인화 ISIS 짱과 비교되었다. 2020년 코로나19 범유행 기간 동안, 4chan은 코로나바이러스의 의인화인 코로나 짱을 만들었는데, 이는 에볼라 짱과도 비교되었다.

## 같이 보기
- 코로나 짱: 이후 질병의 모에화